# کندیس هالی
کندیس هالی (انگلیسی: Candice Holley؛ زادهٔ ۲۳ آوریل ۱۹۸۱) بازیکن بسکتبال اهل ایالات متحده آمریکا است.